# 命運迷宮
《命運迷宮》，香港電視廣播有限公司製作的電視劇，共15集，監製楊錦泉。此劇於1991年海外發行，本劇未曾於無綫電視翡翠台播出，直至事隔24年後，在2016年1月16日於無綫經典台播出，乃為香港首播，《我們的……甄子丹》劇集系列之一。

## 演員表

### 主要演員
- 曾偉權 飾 任志豪
- 曾華倩 飾 夏靜雯
- 甄子丹 飾 莊家俊
- 黎美嫻 飾 陳佩娟

### 其他演員
- 李國麟 飾 馬　祥
- 葉玉萍 飾 何淑蘭
- 駱應鈞 飾 方世希
- 黃宗賜 飾 張寶發
- 焦　雄 飾 楊國標
- 陳榮峻 飾 許立邦
- 馮瑞珍 飾 阿　嫲
- 江明輝 飾 陳少炳
- 陳均榕 飾 喪　坤
- 鄭　雷 飾 鄭　廣
- 馬海倫 飾 徐惠珠
- 亦　羚 飾 阿　麗
- 黃思恩 飾 工人甲
- 郭卓樺 飾 C.I.D.
- 張百賢 飾 C.I.D.
- 陳中堅 飾 麥主任
- 易天雄 飾 馬　騮
- 博　君 飾 阿　光
- 梁健平 飾 監　督
- 張振華 飾 福利官
- 王偉樑 飾 犯人甲，廣手下
- 劉偉全 飾 犯人乙，廣手下，坤手下
- 區　嶽 飾 堅　叔
- 薛　峻 飾 豪　父
- 麥皓為 飾 夏健仁
- 陳勉良 飾 道友全
- 鄭婉雯 飾 周綺莉
- 蔡欣欣 飾 KITTY
- 李桂英 飾 美女甲
- 黃瑋琳 飾 阿　榮
- 許志佳 飾 阿　波
- 游　飈 飾 靚仔平，雄手下
- 黃文標 飾 強手下
- 石　雲 飾 工廠老闆
- 陳惠瑜 飾 祥姑娘
- 鄭家生 飾 大口強
- 曹　濟 飾 莊家明
- 曾慧雲 飾 吳美茵
- 李家鼎 飾 大哥雄
- 李子奇 飾 細　華
- 祝文君 飾 CINDY
- 鄧汝超 飾 廣手下，坤手下
- 莫燕嫦 飾 邦女友
- 鄧煜榮 飾 西裝友
- 應善然 飾 希手下
- 戴少民 飾 希手下
- 馬健聰 飾 新聞報導員
- 黃健峰 飾 廣手下
- 譚一清 飾 霍東昌
- 馮敏清 飾 霍婉儀
- 李海生 飾 向　東
- 梁欽棋 飾 東手下
- 黃輝樑 飾 昌手下
- 麥嘉倫 飾 俊手下
- 杜百鳴 飾 東手下
- 陳俊洛 飾 東手下
- 袁威傑 飾 坤手下
- 陳燕航 飾 女文員
- 譚淑梅 飾 女文員
- 古亞基 飾 哪手下
- 江浩祥 飾 C.I.D.
- 衛德成 飾 C.I.D.
- 何昭傑 飾 俊手下
- 林道權 飾 俊手下